# George Kok
George W. Kok Sr. (Grand Rapids, Míchigan, 18 de marzo de 1922 - Louisville, Kentucky, 13 de octubre de 2013) fue un jugador de baloncesto estadounidense que jugó durante dos temporadas en la AAU y la ABL. Con 2,11 metros de estatura, jugaba en la posición de pívot.

## Trayectoria deportiva

### Universidad
Jugó cuatro temporadas con los Razorbacks de la Universidad de Arkansas, en las que promedió 17,5 puntos por partido. En 1945 llevó a su equiopo a disputar la Final Four, en la que caerían en semifinales ante Oklahoma A&M Aggies, hoy Oklahoma State, y su estrella Bob Kurland.
Fue elegido en tres ocasiones en el mejor quinteto de la Southwest Conference, liderando la conferencia en anotación en 1946 y 1948. Fue incluido además en 1946 en el segundo equipo All-American por SN y en el tercero en 1948 por Associated Press. Fue el primer jugador de Arkansas en sobrepasar la barrera de los 1.000 puntos en una carrera.

### Profesional
Fue elegido en la segunda posición del Draft de la BAA de 1948 por  Indianapolis Jets, pero no llegó a jugar en la liga, haciéndolo en cambio en los Peoria Caterpillars de la AAU, y posteriormente en los Bridgeport Aerasols de la ABL, donde lideró a su equipo promediando 15,0 puntos por partido.

## Vida posterior
Tras dejar el baloncesto, se convirtió en el director deportivo del Pleasure Ridge Park High School de Louisville, Kentucky, donde ejerció como profesor durante 24 años. Falleció el 5 de octubre de 2013, a la edad de 91 años.